# Liste der Orte in St. Vincent und den Grenadinen
Dies ist eine Liste der Städte und Ortschaften in St. Vincent und den Grenadinen.
Die mit Abstand größte Agglomeration in St. Vincent und den Grenadinen ist Kingstown mit einer Einwohnerzahl von 24.518 (Stand 1. Januar 2005). Damit konzentriert sich 20 Prozent der Bevölkerung des Landes in der Hauptstadtregion.
In der folgenden Tabelle sind die Städte und Orte über 500 Einwohner sowie der Distrikt, zu dem die Stadt gehört, aufgeführt. Die Einwohnerzahlen sind für den 1. Januar 2005 berechnet und beziehen sich auf die eigentliche Stadt ohne Vorortgürtel.
| 1.  | Kingstown      | 17.994 | Saint George  |
| 2.  | Georgetown     | 1.680  | Charlotte     |
| 3.  | Byera          | 1.365  | Charlotte     |
| 4.  | Barrouallie    | 1.318  | Saint Patrick |
| 5.  | Layou          | 1.164  | Saint Andrew  |
| 6.  | Biabou         | 1.050  | Charlotte     |
| 7.  | Colonarie      | 1.034  | Charlotte     |
| 8.  | Port Elizabeth | 839    | Grenadines    |
| 9.  | Chateaubelair  | 735    | Saint David   |
| 10. | Calliaqua      | 636    | Saint George  |
| 11. | Hamilton       | 630    | Grenadines    |
| 12. | Dovers         | 525    | Grenadines    |